# 잭과 코디, 우리 학교는 호화 유람선
《잭과 코디, 우리 학교는 호화유람선》(The Suite Life on Deck)은 미국 디즈니 채널에서 2008년 9월 26일부터 2011년 5월 6일까지 방송된 TV 드라마이다. 《잭과 코디, 우리집은 호텔 스위트 룸》의 속편이다.